# 5432 Imakiire
5432 Imakiire è un asteroide della fascia principale. Scoperto nel 1988, presenta un'orbita caratterizzata da un semiasse maggiore pari a 2,6167862 au e da un'eccentricità di 0,1164582, inclinata di 3,17796° rispetto all'eclittica.
L'asteroide è dedicato alla navigatrice solitaria giapponese Kyōko Imakiire.